# Niedobór mikroelementów
Niedobór mikroelementów, znany także jako głód ukryty (z ang. hidden hunger) - to jedna z form niedożywienia polegająca na zbyt niskim spożywaniu i wchłanianiu witamin i minerałów, które są kluczowe dla prawidłowego funkcjonowania organizmu. Szczególnie negatywny wpływ na zdrowie mają niedobory witaminy A, jodu i żelaza nazywane “wielką trójką”. Niemniej istotne są także braki innych mikroskładników takich jak: kwas foliowy, cynk, witamina B12 czy witamina D. Główną przyczyną występowania niedoborów są uboga dieta, zwiększone zapotrzebowanie na witaminy i minerały w czasie ciąży, karmienia piersią, infekcji czy chorób pasożytniczych. W krajach rozwiniętych do czynników zaliczyć można dodatkowo otyłość. Konsekwencjami ukrytego głodu są zaburzenia rozwoju, upośledzenia umysłowe, obniżona odporność, liczne choroby, a nawet śmierć. Szczególnie narażone są dzieci, kobiety w ciąży, młode matki i osoby w podeszłym wieku. Niedobory mikroelementów to problem, który dotyka nawet 2 miliardy ludzi na całym świecie - około 30% populacji. Szacunkowo dwa razy mniej ludzi cierpi z powodu głodu będącego wynikiem spożywania niedostatecznej ilości kalorii. 

## Niedobory mikroelementów na świecie
Żelazo  i witamina B12 – ich niedobór szacowany jest na podstawie występowania anemii, która jest bezpośrednim następstwem. Anemia dotyka około 40% kobiet w ciąży, szczególnie w rejonach Azji Południowej i Afryki Subsaharyjskiej (tu w niektórych krajach odnotowuje się nawet wskaźnik 60%). Problem dotyczy także ponad 30% kobiet w wieku rozrodczym na świecie, przy czym najwyższy wskaźnik notuje się dla krajów Azji Południowej (blisko 50%) i Afryki Subsaharyjskiej (blisko 40%). W Europie, Azji Wschodniej i Ameryce Łacińskiej choruje ponad 20% kobiet, a w Ameryce Północnej tylko 10%. Anemię ma ponad 42% dzieci w wieku przedszkolnym na świecie. Tutaj sytuacja wygląda podobnie, jak w przypadku kobiet w wieku rozrodczym najniższy wskaźnik przypada Ameryce Północnej (9%), a najwyższy rejonom Azji Południowej (55%) i Afryce Subsaharyjskiej (60%). 
Według WHO na anemię związaną z niedoborem żelaza cierpi blisko 2 miliardy ludzi na całym świecie, ponad 30% populacji. Przyczynia się ona także do śmierci 20% matek. Natomiast w krajach rozwijających się choruje co druga kobieta w ciąży i blisko 40% dzieci w wieku do 5 lat. Ponadto niedobór żelaza uważany jest za ten najczęściej występujący.
Witamina A -  jej niedobór dotyczy około 20-25% kobiet w ciąży w krajach Azji Środkowej i Wschodniej oraz północnych regionów Afryki. Wskaźnik jest nieco niższy około 15-20% w Azji Południowej i Afryce Subsaharyjskiej. W Europie i Ameryce Łacińskiej występowanie niedoboru witaminy A dotyczy zaledwie kilku procent przyszłych matek. Natomiast dla grupy dzieci w wieku przedszkolnym (do piątego roku życia) sytuacja wygląda następująco: około 60-70% dzieci z krajów Azji Południowej i Afryki Subsaharyjskiej ma niedobór witaminy A, a najwyższy wskaźnik wynoszący prawie 85% dotyczy Kenii. W Europie Środkowej i Ameryce Łacińskiej wskaźnik plasuje się na poziomie 5-20%. Kraje, w których średnia wartość PKB brutto na mieszkańca jest wyższa niż 15 tys. USD zostały pominięte w statystykach, ze względu na brak występowania na ich terenie zjawiska niedoboru.
Inne źródła podają, że niedobór witaminy A na świecie dotyka 190 milionów dzieci w wieku przedszkolnym i 19 milionów kobiet w ciąży.
Cynk – w odróżnieniu od powyższych przypadków niedobór tego pierwiastka jest powszechny i występuje zarówno u dzieci, kobiet jak i mężczyzn. W Europie, Ameryce Północnej, Azji Środkowej niedobór cynku dotyka 5-10% całej populacji. W Azji Południowej i Afryce Saharyjskiej wskaźnik jest wyższy i wynosi od 15 do 50%. W Demokratycznej Republice Konga  niedobór cynku dotknął ponad połowę mieszkańców (54%) - to najwyższy wskaźnik na świecie.
Jod - inne źródła podają, że na niedobór tego pierwiastka cierpi około 13% populacji.
Źródłem informacji na temat rejonów występowania niedoborów są dane zgromadzone przez Our World in Data. Zbieranie danych o niedoborach mikroelementów nie jest regularne i mniej zorganizowane od badania wskaźników dot. głodu spowodowanego niedostateczną dawką kaloryczną posiłku.

## Globalny indeks ukrytego głodu
Globalny indeks ukrytego głodu (z ang. Global Hidden Hunger Index - GHHI) jest wskaźnikiem, który powstał w celu oceny poziomu niedoboru mikroelementów wśród dzieci w wieku przedszkolnym (do piątego roku życia). Do jego obliczenia brane są pod uwagę trzy składowe częstość występowania karłowatości, anemii i niedoboru witaminy A. W rezultacie otrzymuje się wynik od 0 (najlepszy) do 100 (najgorszy). W latach 1999–2009 alarmująco wysoki indeks (powyżej 45) uzyskały: Indie, Afganistan, Mali, Niger, Burkina Faso, Sierra Leone, Liberia, Ghana, Benin, Republika Środkowoafrykańska, Demokratyczna Republika Konga, Kenia, Malawi i Mozambik.

## Skutki niedoborów
Problemy zdrowotne związane bezpośrednio z niedoborami mikroelementów w diecie dotykają nawet jedną trzecią populacji na świecie. Niedostateczna ilość żelaza i witaminy B12 związana jest z wystąpieniem niedokrwistości, zwanej inaczej anemią. Według niektórych źródeł jest to najczęściej występujący problem zdrowotny na świecie. Według danych WHO w krajach rozwijających się co druga kobieta w ciąży i około 40% dzieci (do piątego roku życia) boryka się z tą chorobą. Przyczynia się to do około 20% spośród wszystkich zgonów matek. Wpływa także na złe wyniki w czasie ciąży, niebezpieczeństwo wystąpienia wad wrodzonych, upośledzeń rozwoju i funkcji poznawczych oraz obniżonej odporności u dzieci. U dorosłych anemia wpływa negatywnie na percepcję, uwagę, koncentrację, zdolności mnemoniczne i produktywność w pracy. 
Niedobór witaminy A wywołuje poważne problemy ze wzrokiem, kurzą ślepotę zwłaszcza u dzieci (najwyższy wskaźnik notuje się w Sudanie - 8,5%) i kobiet w ciąży (w większości krajów wskaźnik przypadków plasuje się na poziomie 5%, natomiast w Etiopii choruje prawie jedna na 5 kobiet w ciąży).Według danych WHO każdego roku wśród dzieci z niedoborem witaminy A odnotowuje się od 250 tys. do 500 tys. przypadków utraty wzroku. Ponadto połowa z tych dzieci umiera w przeciągu roku. Oprócz problemów ze wzrokiem dzieci są dodatkowo obarczone ryzykiem cięższego przebiegu powszechnie występujących infekcji np. biegunki czy odry, co może doprowadzić w ekstremalnych przypadkach do śmierci.
Niedobór cynku szczególnie u dzieci osłabia układ odpornościowy, co bezpośrednio przekłada się na zwiększoną zachorowalność na infekcje, poza tym powoduje karłowatość. Brak odpowiedniej ilości tego pierwiastka w organizmie wpływa negatywnie na ośrodkowy układ nerwowy, układ pokarmowy i odpornościowy oraz podnosi ryzyko wystąpienia ostrych i przewlekłych chorób wątroby. 
Natomiast wynikiem niedoboru jodu są np.: wole endemiczne, choroby tarczycy, kretynizm czy upośledzenie umysłowe u rodzących się dzieci - dotyczy to 18 milionów dzieci rocznie.
Niedobór witaminy D, kwasu foliowego, wapnia zwłaszcza w czasie ciąży może powodować wiele komplikacji i mieć negatywne skutki zarówno dla przyszłej mamy jak i dziecka. Głód ukryty zwłaszcza u dzieci wpływa na zaostrzenie innych chorób i infekcji zwłaszcza biegunkowych, które mają związek z niedożywieniem. Ponadto ich wystąpienie dodatkowo zwiększa zapotrzebowanie na składniki odżywcze, minerały i witaminy, aby uzupełnić utracone mikroelementy. Biegunka ściśle związana z niedożywieniem jest na trzecim miejscu przyczyn umieralności  wśród dzieci.

## Sposoby na odpowiednią podaż mikroelementów
Czołowe organizacje na świecie: WHO, UNICEF, Międzynarodowy Instytut Badawczy Polityki Żywnościowej zalecają poniższe strategie w celu rozwiązania problemu ukrytego głodu.
- Zbilansowana dieta - czyli taka składająca się z odpowiedniej proporcji białka, tłuszczów, węglowodanów i składników mineralnych, bogata w błonnik pokarmowy. Jej wprowadzenie uważa się za najskuteczniejszy i co ważne trwały sposób na wyeliminowanie problemu ukrytego głodu. Ważnym aspektem  jest także edukacja rodziców dotycząca odpowiedniego żywienia niemowląt i dzieci oraz całego społeczeństwa na temat prawidłowego przygotowywania i konserwacji żywności oraz jak najlepszego wykorzystania lokalnych zasobów[17][2].
- Wzbogacanie żywności i przypraw powszechnie i regularnie spożywanych przez ludzi na całym świecie. Wśród takich produktów są: sól (jodowana, multiskładnikowa), mąka, olej, herbata[18], ryż, owsianka, cukier czy chleb[19]. Jest to skuteczny sposób w walce z niedoborami mikroelementów przy zachowaniu niewielkich kosztów.
- Wzbogacanie posiłków przygotowywanych w warunkach domowych przez posypanie ich specjalnym proszkiem zawierającym mikroelementy. Ten sposób jest stosowany głównie w uzupełnianiu diety dzieci w wieku od 6 miesięcy do 2 lat i starszych[17].
- Biofortyfikacja hodowli roślin spożywczych takich jak: słodkie ziemniaki, kukurydza, maniok, fasola, ryż i pszenica[2].
- Suplementacja polegająca na dostarczaniu mikroelementów niezależnie od diety. Jako przykład udanej suplementacji można wymienić okresowe przyjmowanie kwasu foliowego i żelaza  w czasie ciąży, gdy zapotrzebowania na mikroelementy jest większe[17].